# 普諾區

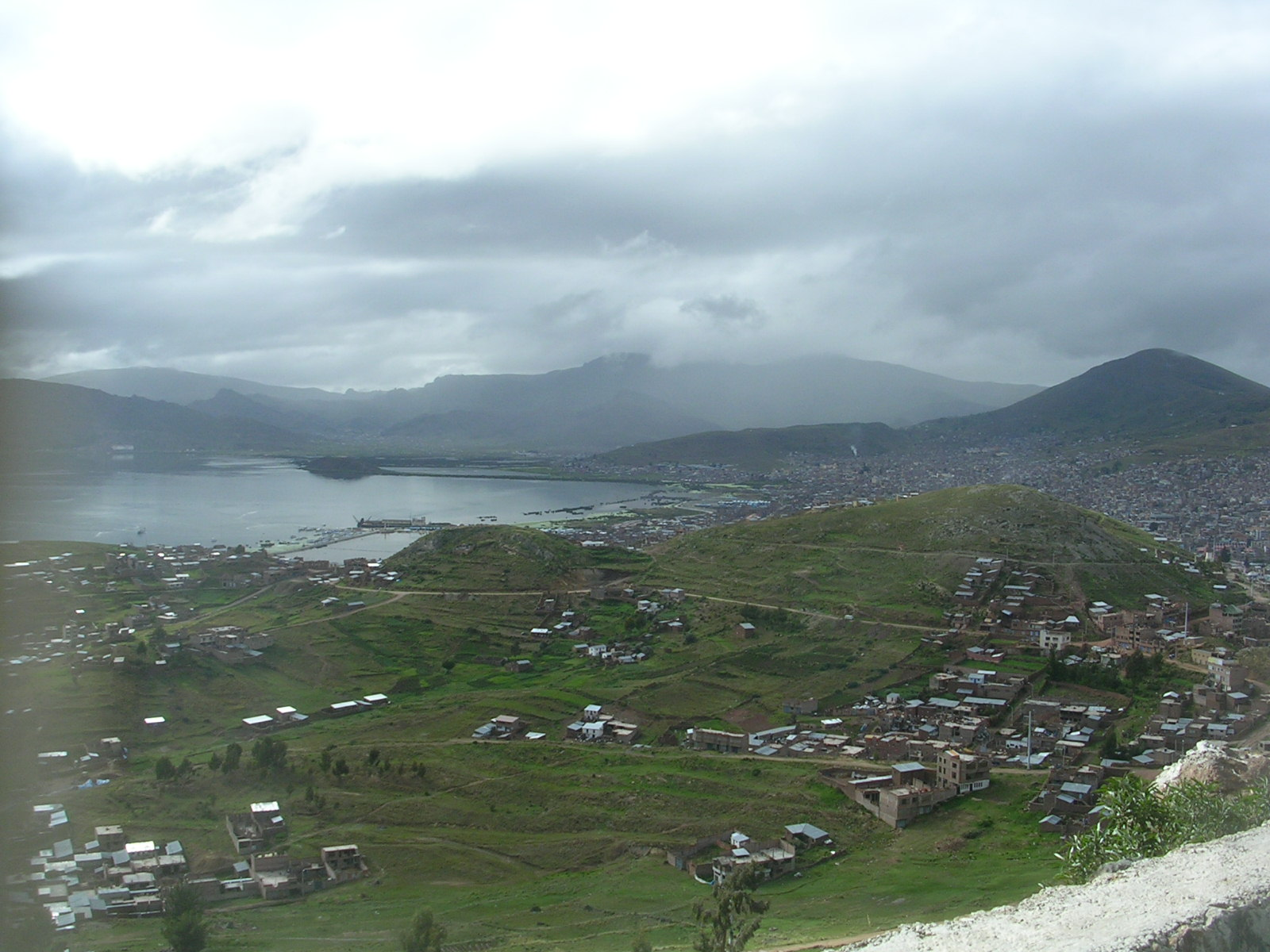

普諾區（西班牙語：Distrito de Puno），是秘魯的一個區，位於該國東南部普諾大區的普諾省，處於的的喀喀湖畔，面積460.75平方公里，海拔高度3,827米，2005年人口123,906，人口密度每平方公里270人。